# Сухая Плота

Сухая Плота (Сухая Плотина) — река в России, протекает в Тульской области. Правый приток реки Турдей.

## География
Река Сухая Плота берёт начало восточнее посёлка Ялта. Течёт на юг параллельно автодороге М4 «Дон». Впадает в Турдей в селе Борятино. Устье реки находится в 22 км по правому берегу реки Турдей. Длина реки составляет 20 км, площадь водосборного бассейна 136 км². 

## Данные водного реестра
По данным государственного водного реестра России относится к Донскому бассейновому округу, водохозяйственный участок реки — Красивая Меча, речной подбассейн реки — бассейны притоков Дона до впадения Хопра. Речной бассейн реки — Дон (российская часть бассейна).
По данным геоинформационной системы водохозяйственного районирования территории РФ, подготовленной Федеральным агентством водных ресурсов:
- Код водного объекта в государственном водном реестре — 05010100112107000000580
- Код по гидрологической изученности (ГИ) — 107000058
- Код бассейна — 05.01.01.001
- Номер тома по ГИ — 07
- Выпуск по ГИ — 0